# Schenadüi
Schenadüi är en bergstopp i Schweiz.   Den ligger i distriktet Leventina och kantonen Ticino, i den sydöstra delen av landet, 110 km öster om huvudstaden Bern. Toppen på Schenadüi är 2 747 meter över havet, eller 376 meter över den omgivande terrängen. Bredden vid basen är 3,8 km.
Terrängen runt Schenadüi är bergig åt sydost, men åt nordväst är den kuperad. Närmaste större samhälle är Disentis, 18,5 km norr om Schenadüi. 
Trakten runt Schenadüi består i huvudsak av gräsmarker. Runt Schenadüi är det glesbefolkat, med 9 invånare per kvadratkilometer.